# Canada Open 1998 - Qualificazioni doppio maschile
Le qualificazioni del doppio maschile del Canada Open 1998 sono state un torneo di tennis preliminare per accedere alla fase finale della manifestazione. I vincitori dell'ultimo turno sono entrati di diritto nel tabellone principale. In caso di ritiro di uno o più giocatori aventi diritto a questi sono subentrati i lucky loser, ossia i giocatori che hanno perso nell'ultimo turno ma che avevano una classifica più alta rispetto agli altri partecipanti che avevano comunque perso nel turno finale.
Le qualificazioni del doppio del torneo Canada Open 1998 prevedevano 8 coppie partecipanti di cui 2 sono entrate nel tabellone principale.

## Teste di serie
1. Brandon Coupe /  Dave Randall (Qualificati)
2. Mark Keil /  T. J. Middleton (primo turno)

1. Patrick Galbraith /  Todd Martin (ultimo turno)
2. Neville Godwin /  Tuomas Ketola (ultimo turno)

## Qualificati
1. Brandon Coupe  /   Dave Randall

1. Sargis Sargsian  /   Greg Van Emburgh

## Tabellone

### Legenda
| - Q = Qualificato - WC = Wild card - LL = Lucky loser | - ALT = Alternate - SE = Special Exempt - PR = Protected Ranking | - w/o = Walkover - r = Ritirato - d = Squalificato |

### Sezione 1
|  | Primo turno | Primo turno                  | Primo turno                  | Primo turno | Primo turno |  |  | Ultimo turno | Ultimo turno                 | Ultimo turno                 | Ultimo turno | Ultimo turno |  |
|  |             |                              |                              |             |             |  |  |              |                              |                              |              |              |  |
|  | 1           | Brandon Coupe Dave Randall   | Brandon Coupe Dave Randall   | 6           | 6           |  |  |              |                              |                              |              |              |  |
|  |             | Dominic Boulet David Kepka   | Dominic Boulet David Kepka   | 3           | 2           |  |  | 1            | Brandon Coupe Dave Randall   | Brandon Coupe Dave Randall   | 6            | 6            |  |
|  | 4           | Neville Godwin Tuomas Ketola | Neville Godwin Tuomas Ketola | 6           | 7           |  |  | 4            | Neville Godwin Tuomas Ketola | Neville Godwin Tuomas Ketola | 3            | 3            |  |
|  |             | Emin Ağayev Bobby Mahal      | Emin Ağayev Bobby Mahal      | 4           | 6           |  |  |              |                              |                              |              |              |  |

### Sezione 2
|  | Primo turno | Primo turno                               | Primo turno                               | Primo turno | Primo turno |  |  | Ultimo turno | Ultimo turno                     | Ultimo turno                     | Ultimo turno | Ultimo turno |  |
|  |             |                                           |                                           |             |             |  |  |              |                                  |                                  |              |              |  |
|  |             | Sargis Sargsian Greg Van Emburgh          | Sargis Sargsian Greg Van Emburgh          | 7           | 7           |  |  |              |                                  |                                  |              |              |  |
|  | 2           | Mark Keil T. J. Middleton                 | Mark Keil T. J. Middleton                 | 6           | 6           |  |  |              | Sargis Sargsian Greg Van Emburgh | Sargis Sargsian Greg Van Emburgh | 6            | 6            |  |
|  | 3           | Patrick Galbraith Todd Martin             | Patrick Galbraith Todd Martin             | 6           | 6           |  |  | 3            | Patrick Galbraith Todd Martin    | Patrick Galbraith Todd Martin    | 2            | 4            |  |
|  |             | Hugues Laverdiere Charles-Antoine Sevigny | Hugues Laverdiere Charles-Antoine Sevigny | 2           | 0           |  |  |              |                                  |                                  |              |              |  |